# 加讷
加讷（法語：Gannes，法語發音：[ɡan]）是法国瓦兹省的一个市镇，属于克莱蒙区。

## 地理
加讷（49°34'8"N, 2°25'18"E）面积8.56 平方千米，位于法国上法蘭西大區瓦兹省，该省份为法国北部内陆省份，北起索姆省，西接厄尔省和滨海塞纳省，南至塞纳-马恩省和瓦兹河谷省，东临埃纳省。
与加讷接壤的市镇（或旧市镇、城区）包括：昂索维莱、布兰维莱拉莫特、拉埃雷勒、莫里-蒙克吕、坎康普瓦、桑莫兰维莱。

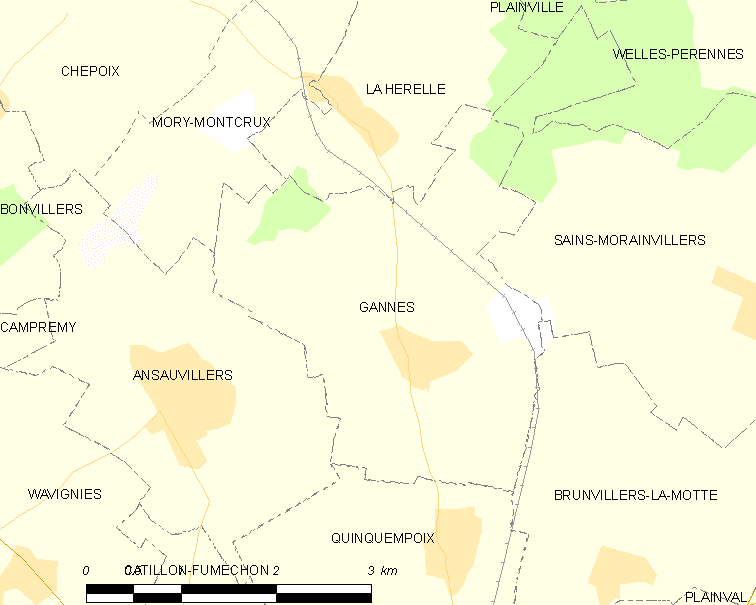
加讷的OSM定位图

加讷的时区为UTC+01:00、UTC+02:00（夏令时）。

## 行政
加讷的邮政编码为60120，INSEE市镇编码为60268。

## 政治
加讷所属的省级选区为圣瑞斯特昂绍塞县。

## 人口

1962-2008年间加讷人口变化图示

加讷于2022年1月1日时的人口数量为356人。